# 王宗基
王宗基（?—?），浙江省嘉興府海鹽縣人，字稷堂，又作吉堂。清朝政治人物、進士出身。
光緒二十九年（1903年），参加光緒癸卯科殿試，登進士二甲第67名。同年閏五月，授戶部郎中。